# Meinhard II
Meinhard II (?, rond 1238 - Greifenburg 1 november 1295), lid van het huis der Meinhardijnen, was graaf (als Meinhard IV) van Gorizia en Tirol en hertog van Karinthië (1286-1295). Hij was een vorst van betekenis in de 13e eeuw en grondlegger van het zelfstandige land Tirol.
Als zoon van graaf Meinhard I erfde hij in 1271 het graafschap Tirol. Zijn broer Albert kreeg de bezittingen in Friuli, Istrië, Karinthië en in het Pustertal.
Hij werd beroemd door het laten slaan van de Zwainziger, het eerste Duitse grote zilveren muntstuk, dat veelvuldig vervalst werd. Hij steunde Rudolf I in diens heerschappijdispuut met koning Ottokar II van Bohemen en werd als beloning daarvoor in 1286 tot rijksvorst verheven en hem werd het hertogdom Karinthië toebedeeld.
Samen met zijn echtgenote Elisabeth van Beieren, de weduwe van Koenraad IV van Hohenstaufen, stichtte hij het Cisterciënzerssticht in Stams in Tirol, waar zich ook zijn graf bevindt. Zijn dochter Elisabeth trouwde Albrecht I, de Duitse koning tussen 1298 en 1308, en werd stammoeder van alle latere leden van het huis Habsburg. Door zijn onderwerping van de vorstbisdommen Trente (Italiaans: Trento) en Brixen (Italiaans: Bressanone) geldt hij als eigenlijke grondlegger van het land Tirol.
Hij was vader van:
- Elisabeth (±1262-1313), in 1276 gehuwd met Albert I van Habsburg
- Otto II van Karinthië (±1265-1310)
- Albert II van Gorizia (-1292), gehuwd met Agnes van Hohenberg
- Lodewijk (-1305)
- Hendrik van Karinthië (1265-1335)
- Agnes (-1293), in 1285 gehuwd met landgraaf Frederik I van Meißen (1257-1323).

Daarnaast had hij nog heel wat onwettige kinderen.